# ファミ通のアレ（仮題）
ファミ通のアレ（仮題）（ファミつうのあれ・かだい）は、ファミコン通信に1993年から1995年まで連載されていた、竹熊健太郎原作・羽生生純作画の漫画である。作者両名および担当編集者であった国領雄二郎などをモデルとした登場人物らが、ファミコン通信に掲載する漫画を巡って繰り広げるドタバタを主体にしたギャグ漫画。
タイトルは連載開始から最後まで「（仮題）」とつくが、これを含めて正式名称。

## あらすじ
貧乏に苦しむ自称天才科学者の竹熊健太郎は、資金を得るために漫画の描ける女性型アンドロイド・羽生生純子と共作で週刊ファミコン通信に漫画の連載を始めることになった。
しかし、ゲームをほとんど知らない竹熊と純子はまともなゲーム漫画を一切描けず、担当編集者の国領雄二郎を毎回困らせていく。

### 舞台
時代設定は連載当時（1993年当時）そのままで、クレーンゲームブームなどの時事ネタも時折登場している。都内某所の墓地裏手にある竹熊の家が主な舞台となり、原稿を取りに来た国領と竹熊が格闘ゲームさながらの揉み合いをしている場面が多い。
ファミコン通信編集部も度々登場しているが、地下に拷問室や缶詰工場があったり、採用試験は富士の樹海での格闘大会であったりなどと極端に誇張されている。なお、ファミコン通信は1995年末に誌名を「ファミ通」に変更しているが、同作品はそれ以前に完結しているので特に関係は無い。
また、2006年にファミ通に読み切りとして復活しているが、このときは担当編集者が国領ではなくサマァズ後藤（いい電子などの担当で知られる編集者）が登場している。

### 企画
度々読者に呼びかけて募集を行っていた漫画で、第1回には今後の作品の方向性を求めたり、ユキ子が使う必殺技も読者から募集していた。
また対談企画も多い漫画で、作中では国領に誘われる形で様々な分野の有名人と対談などをしている。鶴見済や千葉麗子は対談のほか、単行本の帯に推薦文を寄せている。
取材ルポとして任天堂本社やファミコン通信編集部に行っているが、いずれもテレビゲームとあまり関係のない場所ばかりを取材している。

## 登場人物
竹熊健太郎
生活能力ゼロで彼女イナイ歴32年の自称天才科学者。未完成のアンドロイド・純子の製作資金を得るために漫画の執筆を考え、テレビゲームをろくに知らないのにファミコン通信の連載を始めてしまった。非常にいい加減で、頼み込んで連載しているのに原稿を書く気を見せず、毎回国領を悩ませている。国領の必殺技に対してスペシャルサボタージュシールドという技で対抗している。
本業は科学者で、家の地下に秘密基地があり、様々な機械や兵器が眠っているが電気代が払えないので普段は動かせないでいる。また妙に偏った知識や雑学を知っており、リアルを求めて作品をおかしな流れにしてしまうことが多い。
なお、厳密にはこの竹熊は、「原作者の竹熊健太郎」とは別人物ということになっている。（羽生生純や国領雄二郎なども同じ）
羽生生純子
竹熊が彼女代わりに造った女性型アンドロイド。不気味なまでにいつも笑顔で、「ヌホホホホ」という笑い声が特徴的。
資金不足のため上半身しか完成しておらず、腰の下はタコのような8本のアームが付いており、回転させて飛ぶことが出来る。また感情面でも未完成らしく、作中で恋愛回路を取り付けているが上手くいかなかった。その他、胸にはマジックハンドが搭載されている。動力は原子力で、まれに放射能漏れを起こす。
なぜか漫画を描く才能が備わっており、竹熊の指示に従って漫画を執筆している。特異な感性で、グロテスクで残酷な絵をよく描く。
国領雄二郎
ファミコン通信の編集者で、竹熊の連載の担当。生真面目な性格の人物で、とんでもない漫画を描く竹熊を「編集パンチ」などの必殺技で殴るツッコミ役。原稿催促や打ち合わせのために登場し、話の流れからあちこちに連れまわされることが多い。
竹熊を殴るために開発された必殺技が多数あり、バカルン超特急を始めとしたバカルンシリーズは作品を代表する必殺技のひとつである。
連載中に結婚しており、竹熊を結婚式に呼ばないためにヒロポンに担当の代打を頼んでいる。
信州一ユキ子
信州の図虚毛村（ずっこけむら）から上京してきた、ファミコン通信のアルバイト編集部員。編集部に来る以前に竹熊らと面識があり、その縁で国領の補佐となって竹熊の原稿取りに顔を出すようになる。
後に本採用試験を受けることになるが、本採用に必要な「オリジナル必殺技」を持っておらず、読者から必殺技を応募していた。最終的には決勝で猛獣召喚ワザを使い、熊を使役して優勝し、正社員登用される。
10年前に生き別れた兄がおり、近くにいることを感じているものの見つけられていない。
純子の下半身
竹熊が「桃太郎インガンジス人形」で儲けた資金で完成させた、純子の下半身部分。しかし純子の意思と無関係に暴れだし、上半身を置き去りにして暴走、各所であちこちを破壊しながら走り回る。光子力による10万馬力のパワーを誇り、純子と対等以上の戦闘能力がある。
純子によって何とか捕獲され、遠く（ロシア）に捨てられてきたが、自力で泳いで戻ってきてしまう。その姿を蜜柑子とコーチに見初められ、シンクロでオリンピックを目指すようになる。コーチと気が合うらしい。
大谷蜜柑子
女子シンクロナイスドスイミングの若き女王として知られるオリンピック選手。元ネタは小谷実可子。
落ち込みがちで、コーチに指摘を受けるたびに自殺を図ろうとする。さらに純子の下半身とペアを組んでからは、コーチと下半身の仲に妬くようになったりしてまた自殺しようとする。しかし最後はいつもコーチにほだされて元の鞘に戻る。
コーチ
褌一丁で胸に日の丸、片手にマンガ肉、右足に足枷という、変態としか思えない姿の水泳コーチ。蜜柑子を常に陰ながら見守っている。
実は何らかの秘密を知っており、何かを恐れて変装している。
浜村弘一
週刊ファミコン通信の編集長。必殺技グレートエディトリアル労働1号キックはサンドバッグを軽々と破き、さらに背後の壁を衝撃波で貫く威力を誇る。最初の登場時は服を着ていたが、14話以降はいつもプロレスラーを思わせる筋骨隆々なパンツ一丁姿になっている。
桜玉吉
ファミコン通信に「しあわせのかたち」を連載している売れっ子漫画家。「しあわせのかたち」と同様にお面を被った姿だが、お面の下の表情が若干見える。愛煙家で、お面のスキマから常にタバコのケムリを出している。
竹熊とは旧知の仲で、作中に「桜玉吉版の竹熊健太郎」を描いたことがある。
ヒロポン
桜玉吉を担当していた編集者。「しあわせのかたち」とほぼ同様の姿で、ゴム製の鼻ちょうちんをつけている。「しあわせ」と違って、割と普通な性格・言動をしている。
国領の代打として登場し、以後準レギュラー的に登場するようになる。鼻ちょうちんを膨らませて飛ばすひろぽんバルーンアタックが必殺技。
チャンコ増田
ファミコン通信のアルバイト編集部員。豊満な肥満体と眼鏡が特徴。第55回に「魅惑のヘアヌード」として、裸になった増田の写真が掲載されたところから登場している。
体格に見合わず恥ずかしがり屋。必殺技は肉玉回転アタックで、普段も回転しながら移動している。本採用試験にも登場するが、足利銀子に脂肪を吸われて敗れている。
足利銀子
アスキーへの就職を目指している女就職浪人。女性就職難の時代にちやほやされるユキ子に嫉妬し、読者が応募してきた「ユキ子の必殺技案」の葉書をくすねるなど卑怯な手段を多く用いる。
本採用試験で登場し、決勝まで駒を進めてユキ子と対戦するが、土壇場で熊に喰われて敗退する。後にその意気を買われて、アスキーの拷問課に採用され、ファミコン通信編集部の地下拷問室に配属された。

## 作中の漫画作品
竹熊と純子の連載はファミコン通信に掲載されているが、作中のファミコン通信でどういった作品が載せられているかは詳しくは不明。第38回では国領が浜村編集長から「なんや最近の「ファミ通のアレ（仮題）」は」と指摘されたり、「ファミ通のアレ（仮題）」の第1巻の単行本が発売されたときに竹熊が喜んでいるなど、おそらくは同作そのものが掲載されていると見られる。
同作の作風について、連載第1回で読者にどのような作風・内容が良いのかの希望を募集していた。桜玉吉風という要望が多いという結果が出たが、桜玉吉本人から抗議されたため却下されたということになっている。
以下は作中で発表されている、没になった主な漫画作品。
桃太郎インガンジス
第1回・第10回に登場、第1巻・第2巻の巻末書き下ろしで完結している。竹熊は当初この作品をファミコン通信に連載させるつもりであったが、国領に没にされている。
桃太郎（死体）が、イヌ（死体）・サル（死体）・キジ（死体）と共にガンジス川を流れ、鬼ヶ島を目指すというもの。全員死体なので動けず、ただ川の流れに身を任せて行くだけだが、どういうわけか会話している。鬼（死体）が待ち構える鬼ヶ島目前まではたどり着いたものの、海流に流されてどこか遠くへ行ってしまった。
「ぬいぐるみ化されると儲かる」という話を聞いた竹熊は、桃太郎インガンジスのキャラクター人形やクレーンゲーム機を自作して商売を始め、これで儲けた資金を元手に純子の下半身を作っている。
いきずりの女（ひと）
第2回・第3回に登場。2回ともほとんど同じ内容。
「本格ゲームマンガ」と銘打たれているが、テレビゲームをよく知らない竹熊が「男と女の出会いはある意味でゲームみたいなもの」と解釈して執筆したため、全然ゲームと関係ないものになっている。国領が勉強のためにとゲーム機を貸していくと、今度は随所にゲーム機が無理矢理入る「ゲーム機マンガ」になってしまい、結局没になった。
ショルブールの黄金
第38回から第40回にかけて登場。
一向にゲーム漫画を描かない竹熊に業を煮やした国領が、自分で原作を書いてきたもの。しかし、竹熊に「本当にこれ徹夜で考えたお話?」と呆れられるほどベタな中世ファンタジーものであった。
竹熊からリアリティが無いと指摘され、中世ヨーロッパの不潔さや魔女裁判の話を盛り込んだところ、「魔王にさらわれた姫を助けようと志願した主人公が魔女として拷問にかけられる」という話になってしまい、結局没になった。

## 刊行物
- ファミ通のアレ（仮題）第一巻 ISBN 4-7561-0914-4
- ファミ通のアレ（仮題）第二巻 ISBN 4-7561-1155-6
- ファミ通のアレ（仮題）第三巻 ISBN 4-7561-1174-2

いずれもアスキー出版局より。